# Esgrima en los Juegos Olímpicos de París 2024
El torneo de esgrima en los Juegos Olímpicos de París 2024 se realizó en el Grand Palais de París del 27 de julio al 4 de agosto de 2024.
En total fueron disputadas en este deporte 12 pruebas diferentes, 6 masculinas y 6 femeninas. El programa de competiciones se modificó en relación con la edición anterior, las seis pruebas por equipos fueron realizadas, y no como en las últimas ediciones que una prueba por equipos de cada género no era incluida.

## Clasificación
Participaron en total 212 esgrimidores (106 hombres y 106 mujeres) de diferentes comités olímpicos nacionales pertenecientes a la Federación Internacional de Esgrima.

## Calendario
| Fecha→ Prueba ↓     | 27 Sáb | 28 Dom | 29 Lun | 30 Mar | 31 Mié | 01 Jue | 02 Vie | 03 Sáb | 04 Dom |
| ------------------- | ------ | ------ | ------ | ------ | ------ | ------ | ------ | ------ | ------ |
| Florete individual  |        | F      | M      |        |        |        |        |        |        |
| Espada individual   | F      | M      |        |        |        |        |        |        |        |
| Sable individual    | M      |        | F      |        |        |        |        |        |        |
| Florete por equipos |        |        |        |        |        | F      |        |        | M      |
| Espada por equipos  |        |        |        | F      |        |        | M      |        |        |
| Sable por equipos   |        |        |        |        | M      |        |        | F      |        |

## Medallistas

### Masculino
| Evento                            | Oro                                                                             | Plata                                                                             | Bronce                                                                                     |
| --------------------------------- | ------------------------------------------------------------------------------- | --------------------------------------------------------------------------------- | ------------------------------------------------------------------------------------------ |
| Florete individual (29 de julio)  | Cheung Ka Long · Hong Kong                                                      | Filippo Macchi · Italia                                                           | Nick Itkin · Estados Unidos                                                                |
| Florete por equipos (4 de agosto) | Kyosuke Matsuyama · Takahiro Shikine · Kazuki Iimura · Yudai Nagano (R) · Japón | Guillaume Bianchi · Filippo Macchi · Tommaso Marini · Alessio Foconi (R) · Italia | Maximilien Chastanet · Maxime Pauty · Enzo Lefort · Julien Mertine (R) · Francia           |
| Espada individual (28 de julio)   | Koki Kano · Japón                                                               | Yannick Borel · Francia                                                           | Mohamed El-Sayed · Egipto                                                                  |
| Espada por equipos (2 de agosto)  | Tibor Andrásfi · Máté Koch · Gergely Siklósi · Dávid Nagy (R) · Hungría         | Koki Kano · Akira Komata · Masaru Yamada · Kazuyasu Minobe (R) · Japón            | Jiří Beran · Jakub Jurka · Martin Rubeš · Michal Čupr (R) · República Checa                |
| Sable individual (27 de julio)    | Oh Sang-Uk · Corea del Sur                                                      | Farès Ferjani · Túnez                                                             | Luigi Samele · Italia                                                                      |
| Sable por equipos (31 de julio)   | Gu Bon-Gil · Oh Sang-Uk · Park Sang-Won · Do Gyeong-Dong (R) · Corea del Sur    | Csanád Gémesi · Krisztián Rabb · András Szatmári · Áron Szilágyi (R) · Hungría    | Boladé Apithy · Sébastien Patrice · Maxime Pianfetti · Jean-Philippe Patrice (R) · Francia |

### Femenino
| Evento                            | Oro                                                                                      | Plata                                                                                              | Bronce                                                                                                  |
| --------------------------------- | ---------------------------------------------------------------------------------------- | -------------------------------------------------------------------------------------------------- | --- |
| Florete individual (28 de julio)  | Lee Kiefer · Estados Unidos                                                              | Lauren Scruggs · Estados Unidos                                                                    | Eleanor Harvey · Canadá                                                                                 |
| Florete por equipos (1 de agosto) | Jacqueline Dubrovich · Lee Kiefer · Lauren Scruggs · Maia Weintraub (R) · Estados Unidos | Arianna Errigo · Martina Favaretto · Alice Volpi · Francesca Palumbo (R) · Italia                  | Sera Azuma · Yuka Ueno · Karin Miyawaki · Komaki Kikuchi (R) · Japón                                    |
| Espada individual (27 de julio)   | Vivian Kong · Hong Kong                                                                  | Auriane Mallo · Francia                                                                            | Eszter Muhari · Hungría                                                                                 |
| Espada por equipos (30 de julio)  | Rossella Fiamingo · Giulia Rizzi · Alberta Santuccio · Mara Navarria (R) · Italia        | Marie-Florence Candassamy · Auriane Mallo · Coraline Vitalis · Alexandra Louis-Marie (R) · Francia | Aleksandra Jarecka · Renata Knapik-Miazga · Martyna Swatowska-Wenglarczyk · Alicja Klasik (R) · Polonia |
| Sable individual (29 de julio)    | Manon Apithy-Brunet · Francia                                                            | Sara Balzer · Francia                                                                              | Olha Jarlan · Ucrania                                                                                   |
| Sable por equipos (3 de agosto)   | Yuliya Bakastova · Alina Komashchuk · Olha Jarlan · Olena Kravatska (R) · Ucrania        | Choi Se-Bin · Jeon Ha-Young · Jeon Eun-Hye · Yoon Ji-Su (R) · Corea del Sur                        | Risa Takashima · Seri Ozaki · Misaki Emura · Shihomi Fukushima (R) · Japón                              |

## Medallero
| Núm. | País            | Oro | Plata | Bronce | Total |
| ---- | --------------- | --- | ----- | ------ | ----- |
| 1    | Japón           | 2   | 1     | 2      | 5     |
| 2    | Estados Unidos  | 2   | 1     | 1      | 4     |
| 3    | Corea del Sur   | 2   | 1     | 0      | 3     |
| 4    | Hong Kong       | 2   | 0     | 0      | 2     |
| 5    | Francia         | 1   | 4     | 2      | 7     |
| 6    | Italia          | 1   | 3     | 1      | 5     |
| 7    | Hungría         | 1   | 1     | 1      | 3     |
| 8    | Ucrania         | 1   | 0     | 1      | 2     |
| 9    | Túnez           | 0   | 1     | 0      | 1     |
| 10   | Canadá          | 0   | 0     | 1      | 1     |
| 10   | Egipto          | 0   | 0     | 1      | 1     |
| 10   | Polonia         | 0   | 0     | 1      | 1     |
| 10   | República Checa | 0   | 0     | 1      | 1     |
|      | TOTAL           | 12  | 12    | 12     | 36    |